# Colin McQueen
Colin McQueen (* 12. Februar 1956) ist ein ehemaliger australischer Sprinter.
Beim Leichtathletik-Weltcup 1977 in Düsseldorf wurde er Achter über 200 m und Siebter mit der ozeanischen Mannschaft in der 4-mal-100-Meter-Staffel.
1977, 1978 sowie 1979 wurde er Australischer Meister über 200 m und 1979 über 400 m.

## Persönliche Bestzeiten
- 100 m: 10,2 s, 21. Januar 1978, Melbourne
- 200 m: 20,6 s, 14. Februar 1979, Brisbane
- 400 m: 45,86 s, 23. März 1979, Perth